# あした天気になれ
『あした天気になれ』（あしたてんきになれ）は、中島みゆきの10作目のシングル。1981年3月21日にキャニオン・レコードよりリリース。

## 解説
アルバム『臨月』を発売してすぐにシングルカットされた。
B面の「杏村から」は研ナオコのアルバム『かもめのように』のために書かれた提供曲。
2022年11月28日にこのシングルは、ヤマハミュージックコミュニケーションズにより、ジャケット画像は7インチシングル盤でデジタル・ダウンロード配信された。

## 収録曲
1. あした天気になれ
  - 作詞・作曲：中島みゆき、編曲：星勝
2. 杏村から
  - 作詞・作曲：中島みゆき、編曲：安田裕美

## 収録アルバム
- 臨月 (#1)
- 中島みゆき THE BEST (#1)
- Singles (#1,2)
- 中島みゆき PRESENTS BEST SELECTION 16 (#1)

## カバー
あした天気になれ
- 柏原芳恵（1983年、アルバム『春なのに』収録）